# Grafén
A grafén a szén egy nanoszerkezetű allotrop módosulata, egy egyetlen atom vastagságú grafitréteg, melyet méhsejtrácsos elrendezésben álló szénatomok alkotnak. Más megközelítésben tekinthető végtelen kiterjedésű aromás óriásmolekulának, illetve extrém méretű policiklusos aromás szénhidrogénnek.
A grafit egyatomos rétegeivel kapcsolatban már a 20. század közepén is volt elképzelés, és 1962-ben önállóan is észlelték a grafénlemezeket elektronmikroszkópos vizsgálatok során. Előállításukra egy frappáns eljárást javasolt 2004-ben Andre Geim és Konsztantyin Szergejevics Novoszjolov, a Manchesteri Egyetem fizikusai, mely eredményükért 2010-ben fizikai Nobel-díjat kaptak. A két fizikus speciális ragasztószalag segítségével addig szedett le rétegeket egy grafittömbről, amíg sikerült belőle egyetlen atomnyi réteget elválasztani. E munkájuk nyomán a grafén az alapkutatás és a mérnöki fejlesztőmunka népszerű témájává vált a 2000-es évek első és második évtizede határán. Kínai tudósok a napelemek felületére juttatva elérték, hogy sötétben, ill. esőben is termeljenek elektromos áramot.[forrás?]

## Kutatása

### Története

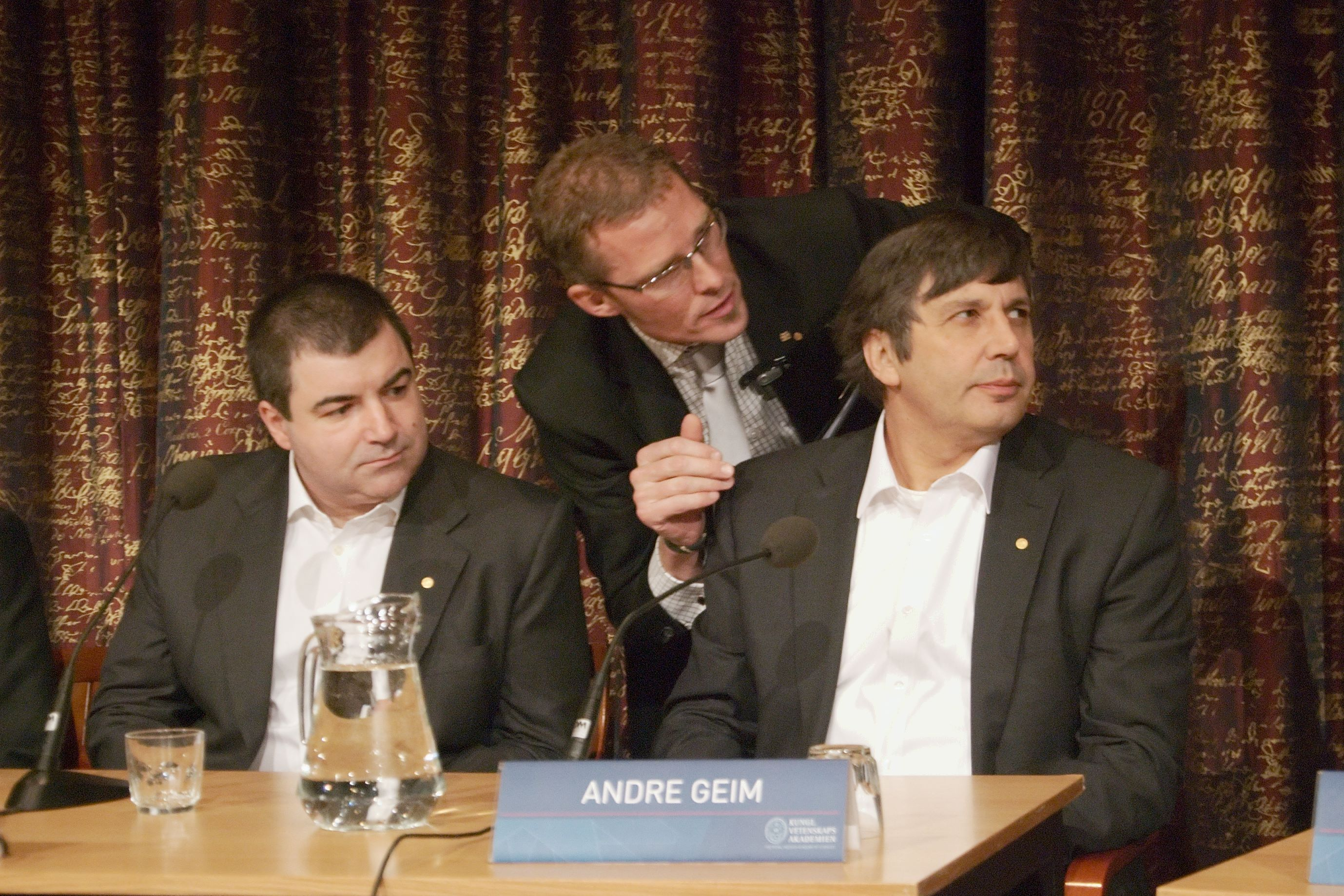
Andre Geim és Konsztantyin Szergejevics Novoszjolov 2010-ben

A grafén felfedezésének fontos előzményei közé tartozik, hogy 1859-ben Benjamin Collins Brodie angol kémikus lemezes szerkezetű termékeket figyelt meg grafiton végzett termikus oxidáció során. A szerkezetét 1916-ban Peter Debye és Paul Scherrer határozta meg pordiffrakciós vizsgálatokkal. Az anyag részletes vizsgálatait Kohlschütter és Haenni német fizikusok végezték el 1918-ban, a grafit-oxid papírral kapcsolatos kutatásaik során. Az anyagszerkezet részletesebb leírását adta John Desmond Bernal ír kutató egykristály-diffrakciós vizsgálatokon alapuló 1924-es eredménye.
A grafén-egyréteg első elméleti leírását Philip Russell Wallace kanadai elméleti fizikus adta 1947-ben, mely egyben lehetőséget adott a háromdimenziós grafit elektromos és mechanikai tulajdonságainak jobb megértésére is. Ezen elmélet következménye, hogy a grafénben terjedő elektronokra felírt Dirac-egyenletből nulla effektív tömeg származik, melyre elsőként Semenoff kanadai fizikus, illetve DiVincenzo és Mele kutatók mutattak rá. Semenoff emellett arra a következtetésre is jutott, hogy a grafén reciprokrácsának a Dirac-pontban Landau-nívó jelentkezik, ha az anyagot mágneses erőtérbe helyezzük. Ezzel magyarázható az anomális egész számú kvantum-Hall-effektus jelensége a grafénben.
Előállítási módjára Andre Geim és Konsztantyin Szergejevics Novoszjolov 2004-ben javasolt egy eljárást, munkájukat Hanns-Peter Boehm németi fizikus és kutatótársai 1962-es eredményeire alapozták. Maga a grafén kifejezés is Boehm kutatócsoportjától származik 1986-ból.

### Hazai kutatása
A grafént érintő témakörökben Magyarországon számos publikáció született, a magyar kutatók a világ élvonalához tartoznak a grafén kutatásában. Az MTA Természettudományi Kutatóközpontjának Műszaki Fizikai és Anyagtudományi intézetében intenzív kutatás zajlik a témában. Foglalkoznak például grafén grafitból való, kísérleti célú előállításával, nanométeres mérettartományú megmunkálásával, a grafén elektromos jellemzőinek a szerkezeti kialakítása általi befolyásolásával, a grafén különféle pásztázó mikroszkópiai eszközökkel való módosításával, illetve a grafén spintronikai, illetve mágneses jellemzőivel, illetve grafénen kialakított kvantumpöttyök vizsgálataival.
A BME Természettudományi Karának Fizika Tanszékén foglalkoznak többek között grafénen kialakított nanorések jellemzésével.
Az Európai Bizottság 2012-ben kiválasztott két kiemelt kutatási projektjének egyike a grafénkutatás. A Graphene Flagship keretében végzett kutatásokban magyar kutatók is közreműködnek.

## Előállítása
Előállítása történhet grafit mikromechanikai hántolásával, például csiszolt szilíciumfelülethez való dörzsöléssel vagy ragasztószalaggal való letépéssel (a letépett grafitrétegre újból ragasztószalagot téve, majd azt lerántva egyre vékonyabb, végül egy atom vastagságú réteg nyerhető, ezt az eljárást használták eredetileg a később Nobel-díjjal kitüntetett kutatók is).
További módszer lehet a grafit kémiai hántolása, az epitaxiális növesztés (megfelelő hordozóban magas hőmérsékleten szénatomokat abszorbeálnak, majd hűtés hatására a szén a felületre diffundálva grafénréteget képez), etil-alkohol nátriumos redukciója, majd a kapott köztitermék pirolízise; a kémiai gőzfázisú leválasztás, valamint a szénnanocsövek hosszanti felhasítása.

## Fizikai jellemzői

### Szerkezete és mechanikai tulajdonságai
A grafén izolált előállítására alkalmas módszer 2004-es kidolgozása előtt nem volt ismert más kétdimenziós, kristályos anyag. Emellett a Mermin–Wagner-tétel értelmében kétdimenziós rácsot nem jellemezhet hosszútávú rend, a hőmozgás miatt az atomok kitérése összemérhető a rácsállandóval. Emiatt sokan úgy vélték, hogy kétdimenziós kristály a természetben nem fordulhat elő, mert a hőmozgás szétzilálja a szerkezetet. Csak később, a grafénen történt vizsgálatok ismeretében oldották fel ezt az ellentmondást. A szilárdtestfizikai magyarázat szerint a szabadon álló grafén valójában nem tökéletesen sík, hanem felülete fodrozódik, mely a grafén síkbeli rácsrezgéseivel csatolásba kerülve stabilizálja a szerkezetet.

A grafén síkjában szénatomok találhatók, melyek legkülső betöltetlen elektronhéján négy elektron található. A hatszöges rács úgy alakul ki, hogy az atomi szén egy s- és három p-pályája hibridizáció során térben átrendeződik. A grafén síkjában sp2 hibridpályák jönnek létre, melyek segítségével a szénatomok síkbeli σ-kötéseket létesítenek. Ezek a kötések biztosítják a szerkezet stabilitását és rugalmasságát. A szénatom körül a három kötés 120°-os szögben helyezkedik el, a szomszédos szénatomok jellemző távolsága 0,142 nm.

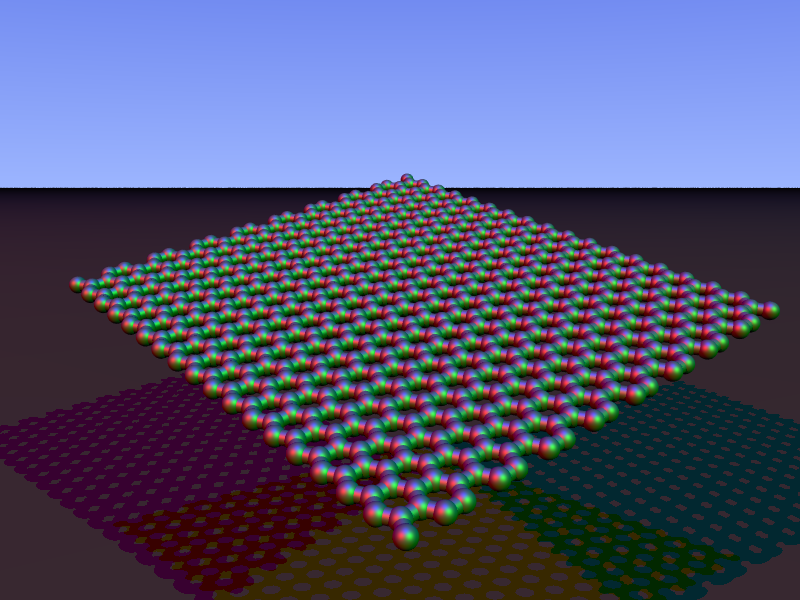
Egyrétegű, véges kiterjedéső grafén 3D-ábrája
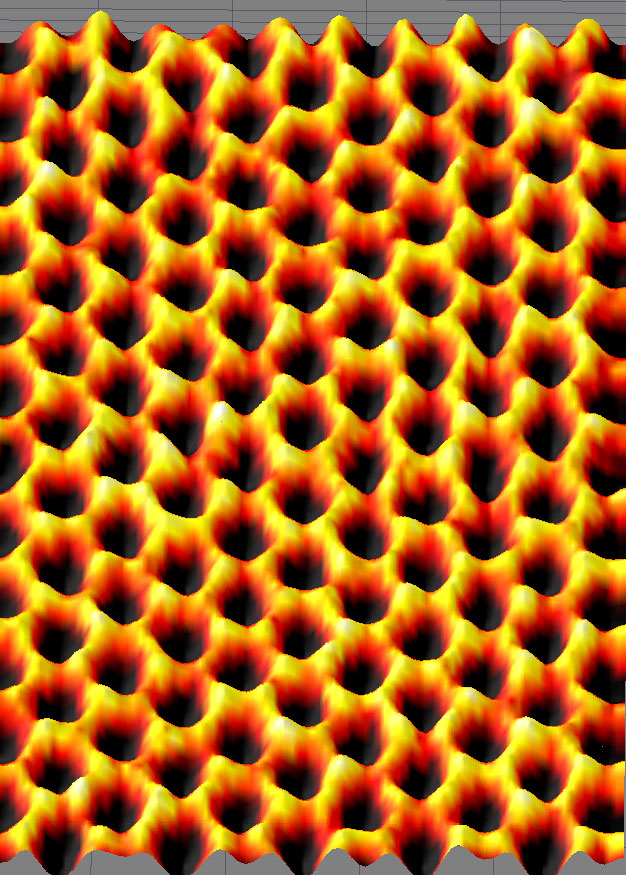
Pásztázó alagútmikroszkóppal (STM-mel) letérképezett grafénminta szerkezeti felépítését mutató 3D-rekonstrukció
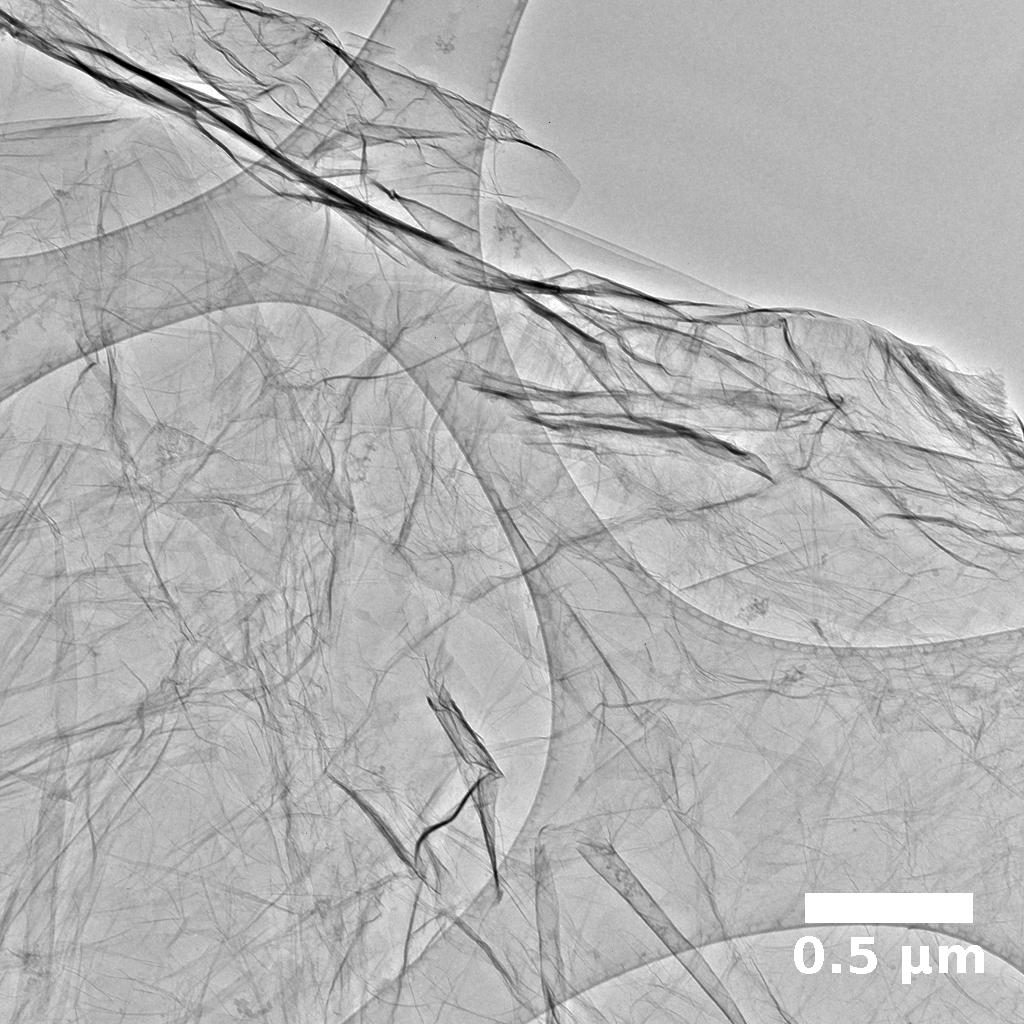
Nagyfelbontású transzmissziós elektronmikroszkóppal (HRTEM-mel) készült felvétel grafénrétegekről
A grafén kovalens kötésben álló szénatomok hatszöges rácsa (a kettős kötések jelölése a benzolhoz hasonlóan csak minden második kötésnél jelölendő, de ettől eltekintve tetszőleges)
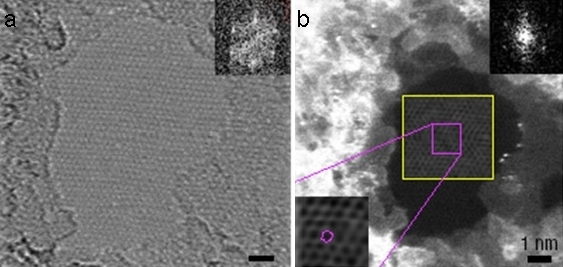
A grafén hatszöges rácsa TEM-mel közvetlenül is vizsgálható

### Elektromos jellemzői
Az ideális grafénban az elektronok mobilitása meghaladhatja a 1 000 000 cm2/Vs-ot, ami mikrométeres méretben már szobahőmérsékleten is veszteségmentes ballisztikus vezetésnek felel meg. Ez azt jelenti, hogy a hibamentes grafénen nem szabadul fel Joule-hő, amikor áramot vezet, ellenállása pedig igen csekély, hiszen az elektronok rajta áthaladva alig szenvednek szóródást. A gyakorlatban hibamentes grafén előállítása nehéz, továbbá a grafénre kapcsolt elektromos csatlakozókon (elektródákon) jelentkezik Joule-hő.
Az extrém elektromos jellemzők a szerkezet mikroszkopikus jelenségeivel, az anyag sajátos kristályszerkezetével, illetve elektromos sávszerkezetével magyarázhatók. A kétdimenziós anyagban az elektronok a tér két irányában szabadon elmozdulhatnak, a grafénsíkra merőlegesen azonban kvantumbezárási jelenség lép fel, mely további érdekes jelenségekhez vezet.
A grafén szénatomjainak hibridizált pályái igen nagy hatással vannak a nanoanyag sávszerkezetére is. A három síkbeli σ-kötés a szénatomnak három elektronját kényszeríti között molekulapályára, a negyedik vegyértékelektron viszont a sík alatt és felett, a megmaradt p-pályán helyezkedik el. E negyedik elektron a sík alatt és felett kovalens π-kötést alakít ki a szomszédos szénatomok között. A σ-kötő elektronok számára a kötéseik alkotta energiasáv teljesen betöltött, így ezeken elektromos vezetés nem történik. Azonban a π-kötések csak félig betöltöttek, rajtuk a töltéshordozók a grafénrács síkjában elmozdulhatnak, így elektromos vezetés jöhet létre.
A grafitot felépítő grafénrétegek feltételezett félfémes jellegéről már P. R. Wallace is tett említést a grafit elektronszerkezetéről szóló 1947-es munkájában. A félfémes jelleg egyfajta átmenet a fémes vezető és a félvezető között: a Fermi-szint körül a vezetési sáv és a vegyértéksáv éppen összeér a reciproktér bizonyos pontjaiban. Így ezekben a pontokban maga a Fermi-szint is megengedett energián van, bár a grafén esetén az állapotsűrűség ebben a pontban éppen nulla.

A szerkezet következtében a Fermi-szint feletti kis gerjesztési szinteken a sávelektronok effektív tömege nulla, és bár nem relativisztikus fizikai jelenségkörről van szó, a vezetési sáv elektronjainak viselkedésére a Schrödinger-egyenlet helyett meglepő módon mégis a Dirac-egyenlet ad jó leírást.

A grafén direkt rácsa (a) és reciprokrácsa (b)
A grafén Brillouin-zónájának kontúrábrája. A reciprokrács rácspontjai a K hullámszámú reciprok-rácsvektoroknál jelentkeznek, melyek a direkt rácshoz hasonlóan szintén hatszöges rácsot alkotnak (a K/K' megkülönböztetés csak többrétegű grafén esetén érvényes)
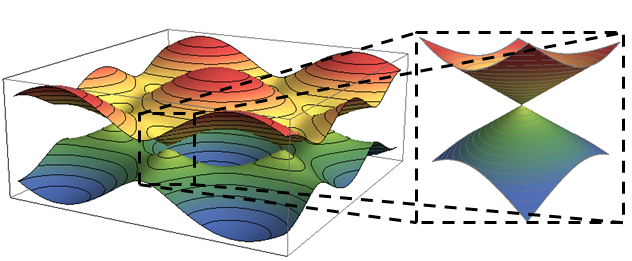
A reciprokrács Brillouin-zónájának Dirac-pontjaiban a vezetési és a vegyértéksáv pontszerűen összeér

### Optikai jellemzői
A grafén ismételt 400 °C-ra való hevítésből és 25 °C-ra való hűtésből álló ciklikus hőkezeléssel „meggyűrhető” oly módon, hogy az elektronok és a fotonok kölcsönhatásából létrejövő plazmonok csapdába kerüljenek látható fény esetén. Ez lehetővé teszi nagyon kis koncentrációban jelenlévő anyagok észlelését is.[forrás?]

## Egyéb tulajdonságai
A grafén különleges optikai tulajdonságai miatt csak a vörös fény {\displaystyle \pi \alpha \approx 2,29253092131\%}-át veri vissza.

## Alkalmazásai
A grafén extrém tulajdonságokkal rendelkező nanoszerkezetű alapanyag, amely az elektronikától az orvostudományig nagyon sok területen ígér áttörésjellegű előrelépést. A grafén keményebb a gyémántnál, jobb elektromos vezető a réznél, és rugalmasabb a guminál, bár e jellemzőit a gyakorlatban néha nehéz kihasználni.
2012 végéig a világon összesen 7351, grafénnel kapcsolatos szabadalmi bejelentés született, a legtöbb, 2200 a kínai intézményeké és vállalatoké. Az Egyesült Államok a második helyen áll 1754 szabadalommal. Az Egyesült Királyság, ahol felfedezték az anyagot 2004-ben, csak 54 szabadalmat tud felmutatni, 16 a Manchesteri Egyetemhez kötődik, ahol 2013-ban is ott dolgozik a két Nobel-díjas kutató. Vállalatok szerint a Samsung 407, az IBM 134 szabadalmat birtokol.
A kutatók évek óta dolgoznak azon, hogy leváltsák a lítiumion akkumulátorokat. Az egyik kihívó a grafén, amivel egy okostelefon töltése másodpercekbe, egy elektromos autóé pedig csupán percekbe telne. A XXI. század csodaanyagának tartott grafén kutatására az Európai Unió egymilliárd eurós támogatást nyújtott, ami jól mutatja, mennyire komoly lehetőséget látnak benne.

### Textilipar
Jelentős kutatások folynak a grafén textilipari alkalmazására is. E kutatásoknak jelenleg két iránya van: elektromosan vezető textilanyagok ill. hőálló és nagy kopásállóságú textíliák kifejlesztése. Az előbbi irányzat célja olyan szálasanyagok ill. kelmék előállítása, amelyek grafén bevonatuk révén nagy elektromos vezetőképességűek és ezért alkalmasak intelligens ("okos") ruházatokban különböző beépített elektronikus készülékek befogadására és működtetésére. A hőálló és nagy kopásállóságú textíliáknak a védőruhák területén van igen nagy szerepe és amennyiben grafén bevonattal ezeket a tulajdonságokat javítani lehet, ezzel elérhető, hogy ezek az öltözékek sokkal vékonyabbak, könnyebbek legyenek, mint a jelenlegi, sokkal összetettebb szerkezetű védőöltözetek, megkönnyítve ezzel viselőjük mozgását és javítva munkavégzésének hatékonyságát.
A pépszerű állapotba hozott grafén alkalmas arra, hogy a szitanyomás technikájával textilanyagra rétegezzék és ezzel a módszerrel érzékelőket állítsanak elő, amelyek a test hőmérsékletéről, a testfelületet ért nyomásról, a testrész mozgásáról stb. küldjenek információt. A grafén bakteriosztatikus hatása is kihasználható a közvetlenül a testen viselt alsóruházatoknál. Nagyfokú hővezető képessége folytán a grafénbevonat segít a hő egyenletes elosztásában a ruhadarab belső felszínén. A grafén és a víz ill. a grafén és a levegő között nagyon kicsi a súrlódási tényező, ami számos alkalmazási területen (pl. egyes sportruházati termékeknél) előnyös lehet.

### Elektronika
A grafén mindössze 2%-át nyeli el a látható fénynek, közben kitűnő vezetőképességgel rendelkezik. E két tulajdonsága révén fényáteresztő elektródaként alkalmazható, így például kijelzők alapanyagává válhat, kiváltva a ma használatos, de drága ITO-t. A grafén előnye továbbá, hogy rugalmas, így hajlékony kijelzők kialakítására lehetne alkalmazni.
Jó vezetőképessége révén viszonylag nagy a mikrohullámú sugárzást elnyelő képessége. E jellemzője révén például elképzelhető, hogy a bizalmas adatok lehallgatását gátló eszközök, illetve lopakodó repülőgépek kifejlesztésénél is alkalmazzák. A mikrohullámú visszaverés például szigetelőrétegek és grafénrétegek váltakozó kialakításával minimalizálható.

### A jövő
- Tengervíz-sótalanítás[36]
- Nanoáramkörök[17]

## Fordítás
Ez a szócikk részben vagy egészben  a   History of graphene című angol Wikipédia-szócikk ezen változatának fordításán alapul.  Az eredeti cikk szerkesztőit annak laptörténete sorolja fel. Ez a jelzés csupán a megfogalmazás eredetét és a szerzői jogokat jelzi, nem szolgál a cikkben szereplő információk forrásmegjelöléseként.

### Szakkönyvek
- Katsnelson, M. I.. Graphene : carbon in two dimensions. Cambridge University Press (2012). ISBN 978-0-521-19540-9
- Choi, Wonbong. Graphene : synthesis and applications. CRC Press (2012). ISBN 978-1-4398-6187-5
- Shafraniuk, Serhii. Graphene : fundamentals, devices, and applications. Pan Stanford Publishing (2015). ISBN 978-981-4613-47-7

### Tudományos közlemények
- A. K. Geim, K. S. Novoselov (2007). „The rise of graphene”. Nature Materials 6 (3), 183–91. o. DOI:10.1038/nmat1849. PMID 17330084.
- A. H. Castro Neto et al (2009. január 14.). „The electronic properties of graphene”. Reviews of Modern Physics 81 (1), 109–162. o, Kiadó: Amerikai Fizikai Társaság. DOI:10.1103/revmodphys.81.109. ISSN 0034-6861. (Hozzáférés: 2018. február 7.)
- A. K. Geim (2012). „Graphene prehistory”. Physica Scripta 146, 014003. o. DOI:10.1088/0031-8949/2012/T146/014003.

### Tananyagok, ismeretterjesztő weblapok
- A. M. Tsvelik: Physics of Graphene (tanulmányi segédanyag fizikusoknak) (angol nyelven) (PPT). Brookhaven National Laboratory. (Hozzáférés: 2018. február 6.)
- Boross Péter. Grafén vezetési tulajdonságainak vizsgálata – (MSc diplomamunka) [archivált változat] (2012). Hozzáférés ideje: 2018. február 6. [archiválás ideje: 2018. február 7.]